# Fiesta de quince años en México
Uno de los eventos sociales de México es la celebración de aniversario número 15 de las jóvenes mujeres integrantes de cada familia, para ello se realiza una misa de “Tedeum” (agradecimiento) y un banquete con la mayor fastuosidad posible que culmina en un baile; este evento está cargado de simbolismos sociales y emocionales. Los participantes son de 12 años de edad en adelante, lo que trae consigo una convivencia sana entre los integrantes de la familia.

## Historia
La celebración de los 15 años de edad es una fiesta de iniciación social inspirada en los bailes para debutantes de presentación en sociedad. Oficialmente, le da el carácter de "mujer".
Tomando en cuenta las historias fantasiosas del siglo XIX, los cuentos narrados por los hermanos Grimm y otros donde doncellas, luego de una serie de peripecias en contra de malvados seres -brujas y gigantes- (representados hoy en día por los padres, educadores, la iglesia y demás que desean el bienestar para las niñas), encuentran a su príncipe azul para "por siempre ser felices" sin ver que en siglos pasados el "bienestar" y la dote de sus hijas (doncellas) era acordado por sus padres, tanto de la niña como del joven, por un módico precio (herencias, fortunas, riqueza).

## El debate feminista
La fiesta de quince años y el concepto de quinceañera ha sido muy criticado por el feminismo y defensores de los derechos de la mujer, quienes argumentan que el festejo reafirma el concepto de mujer-objeto sexual, ya que gran parte de su simbología promueve "la pureza femenina", los valores de obediencia y moderación. Gran parte de los consejos que reciben las jóvenes de parte de los sacerdotes, padres y padrinos le advierten sobre los "peligros" que conllevarían el comportarse de forma independiente y al ejercer su sexualidad, contrario a los rituales de iniciación de los hombres, en los cuales justamente se promueven estas conductas.

## Elementos y espacios
Básicamente, existen dos espacios de la celebración: la iglesia donde se celebrará la misa de agradecimiento y el espacio donde se desarrollará el festejo. Éste variará dependiendo de las posibilidades, pudiendo ir desde la casa de la familia, el patio común de la vecindad, la calle (la cual normalmente es cerrada al tránsito vehicular) o un jardín privado, y más comúnmente un salón de fiestas.
La quinceañera es ataviada con un vestido inspirado en aquellos utilizados en los bailes europeos, aunque muchos son reminiscencias del vestuario de las princesas de las películas de Walt Disney, diosas griegas o damas de la corte de Luis XV, el común denominador es la fastuosidad y originalidad del vestuario; el vestuario es completado normalmente con zapatillas (las más populares son de chaquira, las de plástico transparente, imitando cristal o de raso blanco o rosa), guantes en conjunto y un collar con una imagen religiosa, obsequio del padrino que representa su pureza. Las madrinas llevan vestidos dependiendo del color que la quinceañera guste y también el largo, aunque menos llamativos, y los chambelanes con frac o traje formal.
Otro elemento importante es el juego de copas, con las que la quinceañera, los padres y chambelanes celebrarán "el primer brindis", profusamente adornadas, las cuales servirán con recuerdo para la festejada, asimismo, un buqué de flores, normalmente realizadas en cera con arreglos de encaje.
Los elementos más sociales son las invitaciones, los recuerdos y los centros de mesa (arreglos de flores artificiales o naturales que son ofrecidos a los comensales como recuerdo).

## El ritual de lecturas bíblicas
Inicia en la madrugada con una serenata en casa de la quinceañera, normalmente con un grupo de mariachis, banda, norteño, o un trío, que interpretan "las mañanitas" y temas alusivos al "paso de niña a mujer" que ese día vivirá; a este evento solo asisten los familiares y amigos más cercanos, así como los padrinos; más tarde se celebra la misa de agradecimiento (Te Deum). Para ello, se adorna la iglesia con flores y una alfombra roja. Además, al ser México un país predominantemente católico, la misa tiene un significado especial, pues durante la ceremonia el sacerdote hace continuas recomendaciones directas a la festejada y a sus padres y padrinos para preservar su “dignidad, decencia y pureza”; en muchas comunidades del país se acostumbra que el recorrido entre la casa de la quinceañera y la iglesia se realice a pie acompañada de familiares y amigos, también se acostumbra hacer el recorrido en un coche antiguo o en una carroza en forma de calabaza, inspirada en la película Cenicienta de Walt Disney, un automóvil antiguo o uno lujoso, siendo el máximo una limusina adornada.

## La Fotografía
Al terminar la misa, la siguiente parada en el recorrido será en un estudio fotográfico, donde la festejada se tomará "la foto", existen varios estudios fotográficos especializados en este tema.

## El Banquete
Siendo la parte más importante del festejo, es la más adornada y fastuosa. El lugar donde realizarlo dependerá de las posibilidades de los padres: el patio de la casa o vecindad, la calle donde viven, la cual es cerrada al tránsito y habilitada como comedor y pista de baile, también puede ser un salón o un jardín alquilado.
Sea cual sea, se coloca una mesa de honor donde se sienta la joven con sus padres y padrinos, alrededor de ella el resto de los invitados; el primer acto lo inician el padre y el padrino, quienes realizan el “brindis” en honor a la quinceañera y dan sendos discursos festejando, aleccionando o previniendo sobre los futuros peligros a los que deberá enfrentar en su vida adulta.

## El Vals

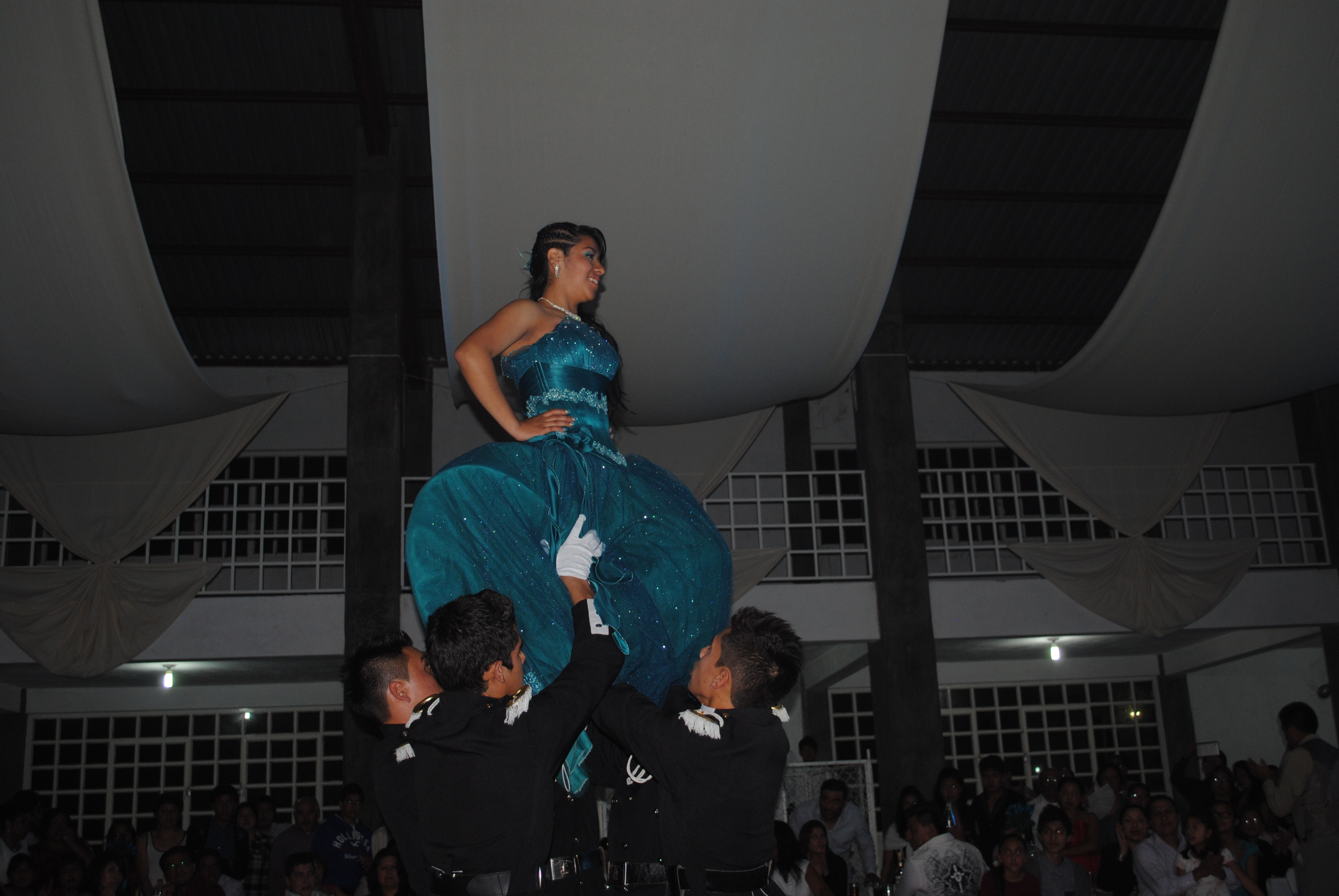
Quinceañera en su vals con chambelanes

Es el punto culminante de la celebración, aquí la festejada, en compañía de un grupo de amigos “los chambelanes” y amigas “las damas de honor”, ejecutan una coreografía inspirada en los bailes de las cortes imperiales de principios de siglo XIX, la cual han ensayado desde meses atrás instruidos por un coreógrafo profesional; aunque el cuadro de baile lleva el nombre de “vals”, muy rara vez se ocupa este género para la danza. Normalmente, se interpretaba la marcha triunfal de la ópera Aída de Verdi (hasta 1986 aprox.) o piezas de Richard Clayderman, incluso la canción titulada "Quinceañera" de Los Yonic's. Actualmente, se estilan ritmos como balada-rock, como "My Inmortal" de Evanescence; esta representación se completa con otros números conocidos como “la disco” (música anglosajona bailable), “la norteña” (se refiere a los ritmos del norte de país como la polka, música de mariachi, banda, duranguense o “la cumbia” (música afroantillana originada en Colombia), salsa, merengue, o reguetón. Actualmente, algunas empresas dedicadas a “montar la coreografía” del vals ofrecen el servicio de chambelanes: bailarines profesionales especializados en este tipo de eventos, lo que en sí ya conforma un oficio.
En ciertas regiones del país, es muy común utilizar el ballet coreográfico que acompaña a la festejada a bailar un mix de música moderna.

## El Baile y las quince rosas
Después del vals, la quinceañera realiza la apertura de la pista, quien baila primero con el padre, después con el padrino, por último con los familiares y amigos. En algunas zonas del país, se acostumbra que los primeros quince varones que bailen con la festejada le obsequien una rosa, lo que representa cada uno de los años celebrados; después, una vez realizado “el primer baile”, el resto de los concurrentes puede participar; el baile lo ameniza normalmente un conjunto musical, un “sonidero” o bien un DJ (Disc Jockey) que además de las tornamesas y la música grabada, hace las veces de maestro de ceremonias.
En México, es habitual que la festejada baile el vals de "la última muñeca", la muñeca generalmente es de porcelana y la entrega una niña pequeña que representa la niñez de la quinceañera que ha dejado atrás. Posteriormente, se hace el vals con la niña pequeña y la madre de la quinceañera. Esta acción es un símbolo que demuestra que la muñeca es la última que ella recibirá. El baile es muy emotivo para algunas personas.

## Padrinos
Los padrinos suelen ser personas allegadas a la familia de la quinceañera. Generalmente, ayudan a solventar algunos de los gastos de la fiesta para apoyar a la familia.
Hay padrinos de: velación (vestido/principal), anillo, brazalete (pulsera), invitaciones, zapatillas, cojín, corona, biblia y rosario, la última muñeca, ramo natural, en ocasiones de invitaciones, foto y vídeo, comida de recalentado y recuerdos. También puede ser de álbum de fotos, álbum de firmas, regalo sorpresa, bebidas, peinado, de auto para llevar a la quinceañera, ropa para la fiesta y comida. 